# 22, A Million
22, A Million è il terzo album in studio del gruppo indie folk statunitense Bon Iver, pubblicato il 30 settembre 2016 dalla Jagjaguwar.

## Descrizione
L'album è stato annunciato il 12 agosto 2016, in occasione dell'Eaux Claires Music Festival curato da Justin Vernon. Al festival la band ha suonato dal vivo l'intero album, e in contemporanea sono state pubblicate le versioni estese delle prime due tracce dell'album.

## Tracce
| Recensione           | Giudizio |
| -------------------- | -------- |
| AllMusic             | [ 5 ]    |
| A.V. Club            | B+       |
| Entertainment Weekly | B        |
| The Guardian         | [ 8 ]    |
| NME                  | [ 9 ]    |
| Pitchfork            | [ 10 ]   |
| Rolling Stone        | [ 11 ]   |
| The Independent      | [ 12 ]   |

1. 22 (OVER S∞∞N) – 2:48 (Justin Vernon)
2. 10 d E A T h b R E a s T ⚄ ⚄ – 2:24 (testo: Vernon, Ben Lester, BJ Burton, Andy Fitzpatrick – musica: Vernon)
3. 715 - CRΣΣKS – 2:12 (Vernon)
4. 33 “GOD” – 3:33 (Vernon)
5. 29 #Strafford APTS – 4:05 (testo: Vernon, Burton – musica: Vernon)
6. 666 ʇ – 4:12 (Vernon)
7. 21 M♢♢N WATER – 3:08 (testo: Vernon, Sean Carey – musica: Vernon)
8. 8 (circle) – 5:09 (Vernon, Ryan Olson, Burton)
9. ____45_____ – 2:46 (Vernon)
10. 00000 Million – 3:53 (Vernon, Michael Lewis)

Durata totale: 34:10

## Accoglienza
22, A Million è stato acclamato dalla critica. Sull'aggregatore di recensioni Metacritic ha un voto di 87 su 100 basato su 27 recensioni, indicante "plauso universale".
Leonie Cooper di NME ha definito 22, A Million un album "che confonde e meraviglia allo stesso tempo, fondendo il cuore un minuto e agitando i timpani il minuto seguente, ma sempre in modo stupefacente e bellissimo. Jeremy Gordon di Spin ha scritto che "la cosa meravigliosa di 22, A Million è il modo in cui fonde magnificamente le forme più disparate - dentro e fuori, acustico e digitale, passato e futuro, il livello del terreno e l'interstellare".